# Timeu de Tauromènion
Timeu (grec antic: Τιμαῖος, llatí: Timaeus; Tauromènion, Sicília, vers el 352 aC - 256 aC) fou un cèlebre historiador sicilià. Gaudí d'una gran popularitat entre els grecs i, sobretot, entre els romans, fins al segle iii, pel cap baix. Tot i així, la seva obra no s'ha conservat, i només en resten uns 150 fragments, principalment citacions d'altres autors.

## Biografia
El seu pare Andròmac fou el qui va dirigir els exiliats de Naxos quan la ciutat fou destruïda per Dionís el Vell de Siracusa i els va establir a Tauromènion, on va esdevenir tirà el 358 aC. Fou Andròmac qui va rebre a Timoleont quan el cap siracusà va tornar a Sicília el 344 aC i fou un dels pocs tirans a qui Timoleont va deixar en el poder. El jove Timeu va rebre instrucció de Filisc de Milet, deixeble d'Isòcrates. Vers el 310 aC fou desterrat de l'illa per Agàtocles de Siracusa i se'n va anar a Atenes, on va viure almenys 50 anys.

## Obra
La seva obra consisteix en una gran història de l'illa de Sicília, que va dels temps més antics fins al 264 aC. Tenia una gran extensió, atès que la Suïda n'esmenta el llibre 38 i probablement encara n'hi havia força més. El que segurament era una obra unitària acabà, amb el temps, dividida en diverses parts, motiu pel qual hi ha autors que li atribueixen diverses obres. La Suïda dona els noms de Ιταλικὰ καὶ Σικελικὰ (sobre les relacions entre Sicília i la península Itàlica vuit llibres) i Ἐλληνικὰ καὶ Σικελικά (sobre les relacions entre Sicília i la Grècia continental). També se cita una història d'Agàtocles i una de Pirros, que devien conformar els darrers llibres de la història.
Polibi va atacar la validesa i autoritat de Timeu: deia no era qualificat d'historiador, no tenia coneixements militars ni polítics, era poc observador i no viatjava pels països que descrivia, i així tot el seu coneixement venia d'obres d'altres i no podia donar un relat correcte ni d'allò que havia vist. Segons Polibi la seva obra abundava en tradicions orals, supersticions, faules i aspectes secundaris mentre descuidava elements importants, i el seu desconeixement de la geografia i la història natural eren grans. Polibi fins i tot l'acusa de falsejar fets i de calumniar personatges com Homer, Aristòtil o Teofrast, i enemics personals com Agàtocles. Diodor de Sicília fa els mateixos judicis de Timeu. Per aquestes raons fou conegut com a Epitimeu (grec antic: (Ἐπιτίμαιος, 'el detractor').
Els fragments que es coneixen de l'obra de Timeu, en termes generals, donen la raó a Polibi, però sembla que la crítica és exagerada. Va arreplegar amb cura molts de fets (el mateix Polibi ho admet), i va donar atenció a la cronologia, atès que va ser el primer autor que va classificar els fets segons les olimpíades, sistema després adoptat per molts altres. És per això que va escriure una llista de guanyadors olímpics, que la Suïda anomena Ὀλυμπιονῖκαι ἢ χρονικὰ πραξίδια, i és coneguda com a Olympionicae. També la Suïda li atribueix dos llibres més: una obra sobre Síria, les seves ciutats i els seus reis, anomenada περὶ Συρίας καὶ τῶν αὺτῆς πόλεων καὶ βασιλέων βιβλία, i una col·lecció d'arguments retòrics en 68 llibres anomenada Συλλογὴ ῥητορικῶν ἀφορμῶψ, que probablement no són obra seva ans del sofista del mateix nom.
El fet de ser un autor de la perifèria hel·lènica i interessat principalment en els afers de la seva terra li confereix altres virtuts importants. Així, tot i el seu hel·lenisme practicant, demostra interès pels costums i la descripció dels pobles bàrbars, com ara els celtes, que Timeu fou el primer que els va descriure. A ell s'atribueix, també, el passatge més extens que descriu els costums dels foners balears, als quals atribueix un origen grec, bé sigui beoci o rodi, i amb qualque pràctica absurda però també altres de valuoses pels prehistoriadors. Per altra banda, Timeu també s'interessà per dues potències llavors prou desconegudes a l'orient hel·lènic però que prendrien gran importància al cap de pocs anys: la rivalitat entre Roma i Cartago. Atesa l'atenció que hi dedica, Timeu fou molt valorat i molt utilitzat pels romans, entre els quals l'obra perduda de Cató el Vell. També es compten entre els autors que el fan servir com a font Diodor de Sicília, Licòfron, Posidoni, Pausànies i, naturalment, Polibi, qui, per més que el tengués en mala consideració, hi ha de recórrer quan escriu sobre els romans.